# Drums of Fu Manchu
Drums of Fu Manchu és una sèrie de pel·lícules de Republic de 15 capítols basada en el personatge creat per Sax Rohmer del 1940. Tot i que utilitza el títol de la novena novel·la de la sèrie, en realitat es basa en nombrosos elements de tota la sèrie fins a aquest moment, escollits pels guionistes. Va ser protagonitzada per Henry Brandon, William Royle i Robert Kellard. Va ser dirigida per l'equip de sèries de William Witney i John English i sovint es considera una de les millors sèries de pel·lícules que s'han fet mai.

## Argument
Fu Manxú intenta conquerir el món adquirint el ceptre de Genghis Khan, que unirà el poble d'Àsia sota el seu domini. Allan Parker s'alia amb l’arxienemic literari tradicional britànics de Fu Manxú, Sir Denis Nayland Smith i el seu associat, el Dr. Flinders Petrie després que el seu pare fos segrestat i assassinat pels dacoits de Fu Manxú.

## Repartiment
- Henry Brandon com a Fu Manxú
- William Royle com a Sir Denis Nayland Smith
- Robert Kellard com Allan Parker
- Luana Walters com a Mary Randolph
- Olaf Hytten com el Dr. Flinders Petrie
- Gloria Franklin com a Fah Lo Suee
- Tom Chatterton com el professor Edward Randolph
- John Merton com a Loki
- Dwight Frye com el professor Anderson
- Lal Chand Mehra com Sirdar Prahni

## Producció
Drums of Fu Manchu es va pressupostar en 164.052 $ tot i que el cost negatiu final va ser de 166.312 $ (una despesa excessiva de 2.260 $, o l’1,4%). Va ser la sèrie de Republic més cara del 1940, tot i que aquest any va ser el primer en què la despesa total de Republic en producció en sèrie va ser inferior a la de l'any anterior. 648.064 $ el 1939 (el total de 1939 no es guanyaria fins als 782.204 $ de 1944). L'estudi va produir quatre sèries cada any, amb la mateixa barreja de dues sèries de 12 capítols i dues sèries de 15 capítols.
La sèrie es va rodar entre el 22 de desembre de 1939 i el 7 de febrer de 1940, el període de rodatge més llarg de qualsevol sèrie de la República. El número de producció de la sèrie era 995.
Els directors Witney i English, treballant amb el fotògraf William Nobles, van destacar els elements de misteri de la trama més enllà de l'habitual. acció. Es va fer un ús fort de les ombres amb "la il·luminació més estranya possible caient sobre Fu Manxú".
Va ser una de les pel·lícules molt rares fetes sota el Codi Hays dels EUA que permetia que el vilà s'escapés al final. Segons l'expert en sèries Alan Barbour, l'oficina de Hays va acceptar l'explicació que Fu Manxú sempre "s'escapava" al final de les seves novel·les per causar més estralls en la propera aventura, i Republic podia haver estat considerant continuacions.

## Llançament
La data de llançament oficial de Drums of Fu Manchu és el 15 de març de 1940, tot i que aquesta és en realitat la data en què el setè capítol es va posar a disposició dels intercanvis de pel·lícules.
Es va crear una versió del llargmetratge de 69 minuts amb el mateix nom editant el metratge en sèrie junts i es va estrenar el 27 de novembre de 1943. La versió del llargmetratge tenia el títol provisional Fu Manchu i Fu Manchu Strikes. Va ser un dels catorze llargmetratges que va fer Republic a partir de les seves sèrie. Aquesta versió va canviar el final de la pel·lícula. La fugida de Fu Manxú al final s'elimina i, en canvi, mor en l'accident de cotxe final. Es va fer un canvi similar a la versió característica de la sèrie Victory Pictures Shadow of Chinatown.

## Mitjans domèstics
La sèrie completa va ser llançada al DVD regió 1 als EUA per VCI Entertainment el 25 de febrer de 2003.

## Recepció crítica
Harmon i Glut consideren Drums of Fu Manchu com una de les millors sèries de pel·lícules de Republic.
Brandon com Fu Manchu és, en opinió de Cline, "una actuació aïllada".
Hans J. Wollstein, escrivint a Allmovie, coincideix que Drums of Du Fu Manchu és "una de les millors sèries [de Republic]". No obstant això, nota errors com la falta d'ortografia de "Ghengis Khan" i Fu Manxú referint-se a Mary Randolph com "Miss Parker", però els considera part de l'encant de la sèrie. Pel que fa a l'actuació, Brandon és un "dimoni atractiu i estranyament sense edat", mentre que Kellard és "competent com a heroi d'acció". Witney i English reben els elogis habituals pel seu treball.

## Influències
Les influències en moltes sèries i pel·lícules similars no es poden exagerar. Existeixen moltes similituds entre Drums of Fu Manchu i la saga d'Indiana Jones, especialment A la recerca de l'arca perduda i Indiana Jones i el temple maleït.

## Títols dels capítols
1. Fu Manchu Strikes (29min 18s)
2. The Monster (17min 39s)
3. Ransom in the Sky (17min 38s)
4. The Pendulum of Doom (16min 49s)
5. The House of Terror (17min 23s)
6. Death Dials a Number (17min 43s)
7. Vengeance of the Si Fan (18min 15s)
8. Danger Trail (16min 48s)
9. The Crystal of Death (16min 54s)
10. Drums of Doom (17min 11s)
11. The Tomb of Genghis Khan (16min 59s)
12. Fire of Vengeance (16min 39s)
13. The Devil's Tattoo (16min 47s)
14. Satan's Surgeon (16min 40s)
15. Revolt! (16min 45s)

Font:
Aquesta va ser una de les dues sèries de 15 capítols de Republic l'any 1940. L'altra va ser Misterious Doctor Satan. Seguint la seva pràctica estàndard de 1938-1944, Republic també va llançar aquest any dues sèries de 12 capítols, Adventures of Red Ryder i King of the Royal Mounted.